# Olympische Sommerspiele 1952/Teilnehmer (Puerto Rico)
| Gelbes Symbol für Goldmedaillen mit stilisierten Olympischen Ringen | Graues Symbol für Silbermedaillen mit stilisierten Olympischen Ringen | Braundes Symbol für Bronzemedaillen mit stilisierten Olympischen Ringen |
| ------------------------------------------------------------------- | --------------------------------------------------------------------- | ----------------------------------------------------------------------- |
| —                                                                   | —                                                                     | —                                                                       |

Puerto Rico nahm an den Olympischen Sommerspielen 1952 in der finnischen Hauptstadt Helsinki mit 21 männlichen Sportlern teil.
Nach 1948 war es die zweite Teilnahme eines puerto-ricanischen Teams an Olympischen Sommerspielen.

## Flaggenträger
Der Hammerwerfer Jaime Annexy trug die Flagge Puerto Ricos während der Eröffnungsfeier im Olympiastadion, bei der Schlussfeier wurde sie vom Gewichtheber Jorge Soto getragen.

## Teilnehmer nach Sportarten

### Boxen
Fliegengewicht (bis 51 kg)
- Pablo Lugo
1. Runde: gegen Alfred Zima aus Österreich durch 1:2-Punktrichterentscheidung ausgeschieden

Bantamgewicht (bis 54 kg)
- Angel Figueroa
1. Runde: gegen Tiến Vình aus Vietnam durch 3:0-Punktrichterentscheidung durchgesetzt
2. Runde: gegen František Majdloch aus der Tschechoslowakei durch 0:3-Punktrichterentscheidung ausgeschieden

Halbweltergewicht (bis 63,5 kg)
- Juan Curet
1. Runde: gegen Sarkis Moussa aus dem Libanon mittels K. o. in der zweiten Runde durchgesetzt
2. Runde: gegen Bruno Visintin aus Italien durch 0:3-Punktrichterentscheidung ausgeschieden

### Gewichtheben
Bantamgewicht (bis 56 kg)
- Nicolas Vivas
Finale: 265,0 kg, Rang 15
Militärpresse: 75,0 kg, Rang 12
Reißen: 87,5 kg, Rang 6
Stoßen: 102,5 kg, Rang 14

Leichtgewicht (bis 67,5 kg)
- Antonio Hoffmann
Finale: 307,5 kg, Rang 16
Militärpresse: 97,5 kg, Rang 9
Reißen: 92,5 kg, Rang 18
Stoßen: 117,5 kg, Rang 19

Mittelschwergewicht (bis 90 kg)
- Jorge Soto
Finale: 357,5 kg, Rang 12
Militärpresse: 107,5 kg, Rang 11
Reißen: 110,0 kg, Rang 11
Stoßen: 140,0 kg, Rang 15

### Leichtathletik
400 m
- Frank Rivera
Vorläufe in Lauf 11 (Rang 3) mit 49,30 s (handgestoppt) bzw. 49,48 s (elektronisch) nicht für die Viertelfinalläufe qualifiziert

800 m
- Frank Rivera
Vorläufe: in Lauf 5 (Rang 6) mit 1:57,60 min nicht für die Halbfinalläufe qualifiziert

110 m Hürden
- Téofilo Colón
Vorläufe: in Lauf 4 (Rang 4) mit 15,2 s (handgestoppt) bzw. 15,48 s (elektronisch) nicht für die Halbfinalläufe qualifiziert

- Juan Lebron
Vorläufe: in Lauf 2 (Rang 5) mit 15,4 s (handgestoppt) bzw. 15,71 s (elektronisch) nicht für die Halbfinalläufe qualifiziert

400 m Hürden
- Amadeo Francis
Vorläufe: in Lauf 8 (Rang 4) mit 54,0 s nicht für die Viertelfinalläufe qualifiziert

Stabhochsprung
- José Vicente
Qualifikation, Gruppe B: ohne gültigen Versuch

Dreisprung
- Francisco Castro
Qualifikation, Gruppe A: mit einer Weite von 13,37 Meter (Rang 20, Gesamtrang 35) nicht für das Finale qualifiziert

Kugelstoßen
- Ramón Rosario
Qualifikation: mit einer Weite von 14,21 Meter (Rang 16) nicht für das Finale qualifiziert
1. Stoß: 14,21 m
2. Stoß: 14,00 m
3. Stoß: 13,94 m

Hammerwurf
- Jaime Annexy
Qualifikation, Gruppe A: ohne gültigen Wurf ausgeschieden

Speerwurf
- Reinaldo Oliver
Qualifikation, Gruppe B: mit einer Weite von 52,40 m (Rang 13, Gesamtrang 25) nicht für das Finale qualifiziert

Zehnkampf
- Reinaldo Oliver
Finale: 5.228 Punkte, Rang 21
100 m: 623 Punkte, 11,9 s (handgestoppt) bzw. 11,89 s (elektronisch), Rang 24
Weitsprung: 550 Punkte, 6,15 m, Rang 25
Kugelstoßen: 437 Punkte, 10,22 m, Rang 23
Hochsprung: 656 Punkte, 1,70 m, Rang 14
400 m: 618 Punkte, 53,4 s (handgestoppt) bzw. 53,62 s (elektronisch), Rang 18
110 m Hürden: 473 Punkte, 16,70 s, Rang 21
Diskuswurf: 374 Punkte, 29,95 m, Rang 22
Stabhochsprung: 516 Punkte, 3,50 m, Rang 9
Speerwurf: 660 Punkte, 56,68 m, Rang 4
1500 m: 321 Punkte, 4:51,80 min (handgestoppt) bzw. 4:52,2 min (elektronisch), Rang 9

- Héctor Román
Finale: 5.264 Punkte, Rang 20
100 m: 678 Punkte, 11,7 s (handgestoppt) bzw. 11,70 s (elektronisch), Rang 18
Weitsprung: 632 Punkte, 6,47 m, Rang 18
Kugelstoßen: 544 Punkte, 11,56 m, Rang 21
Hochsprung: 605 Punkte, 1,65 m, Rang 18
400 m: 660 Punkte, 52,7 s (handgestoppt) bzw. 52,78 s (elektronisch), Rang 13
110 m Hürden: 523 Punkte, 16,4 s (handgestoppt) bzw. 16,66 s (elektronisch), Rang 15
Diskuswurf: 446 Punkte, 32,98 m, Rang 20
Stabhochsprung: 476 Punkte, 3,40 m, Rang 16
Speerwurf: 525 Punkte, 49,80 m, Rang 16
1500 m: 175 Punkte, 5:14,40 min (handgestoppt) bzw. 5:14,58 min (elektronisch), Rang 20

### Schießen
Freie Scheibenpistole
- Alberto Guerrero
Finale: 517 Ringe, Rang 27
1. Runde: 85 Ringe, Rang 31
2. Runde: 83 Ringe, Rang 35
3. Runde: 87 Ringe, Rang 25
4. Runde: 86 Ringe, Rang 23
5. Runde: 88 Ringe, Rang 24
6. Runde: 88 Ringe, Rang 21

- Ramiro Ortíz
Finale: 492 Ringe, Rang 44
1. Runde: 70 Ringe, Rang 48
2. Runde: 86 Ringe, Rang 28
3. Runde: 84 Ringe, Rang 36
4. Runde: 81 Ringe, Rang 41
5. Runde: 83 Ringe, Rang 39
6. Runde: 88 Ringe, Rang 18

Schnellfeuerpistole
- Ernesto Rivera
Finale: 60 Treffer, 546 Ringe, Rang 29
1. Runde: 30 Treffer, 273 Ringe, Rang 30
2. Runde: 30 Treffer, 273 Ringe, Rang 35

- José Rua
Finale: 60 Treffer, 553 Ringe, Rang 22
1. Runde: 30 Treffer, 279 Ringe, Rang 22
2. Runde: 30 Treffer, 274 Ringe, Rang 30

Tontaubenschießen
- José Ángel Galiñanes
Finale: 117 Punkte, Rang 39
1. Runde: 53 Punkte, Rang 40
2. Runde: 64 Punkte, Rang 38